# 尼日利亚铁路公司
尼日利亚铁路公司（英語：Nigerian Railway Corporation），是尼日利亚唯一一家拥有铁路专营权的国有铁道运输企业。
尼日利亚铁路公司管内仅有3,505（2,178英里）长的单线三英尺六英寸轨距铁路，以及新建的阿布贾—卡杜纳标准轨铁路。由于铁路系统年久失修，尼日利亚铁路公司的技术水平仍主要停留在20世纪中期。其中自2002年一座铁路桥坍塌后，古紹支线铁路就不再有列车通过。

## 历史

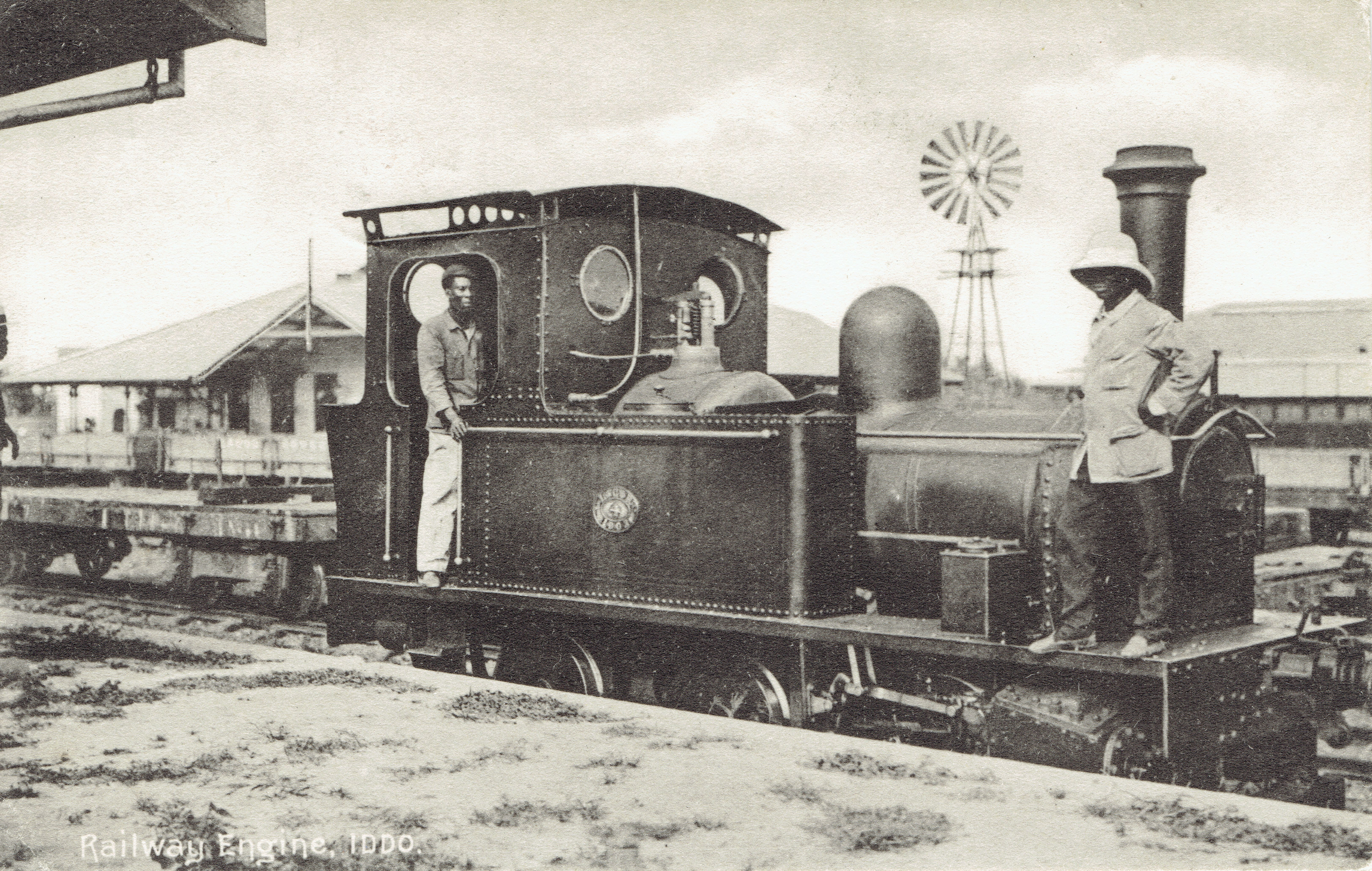
1903年，拉各斯政府铁路上行驶的英制LGR 4号蒸汽机车。

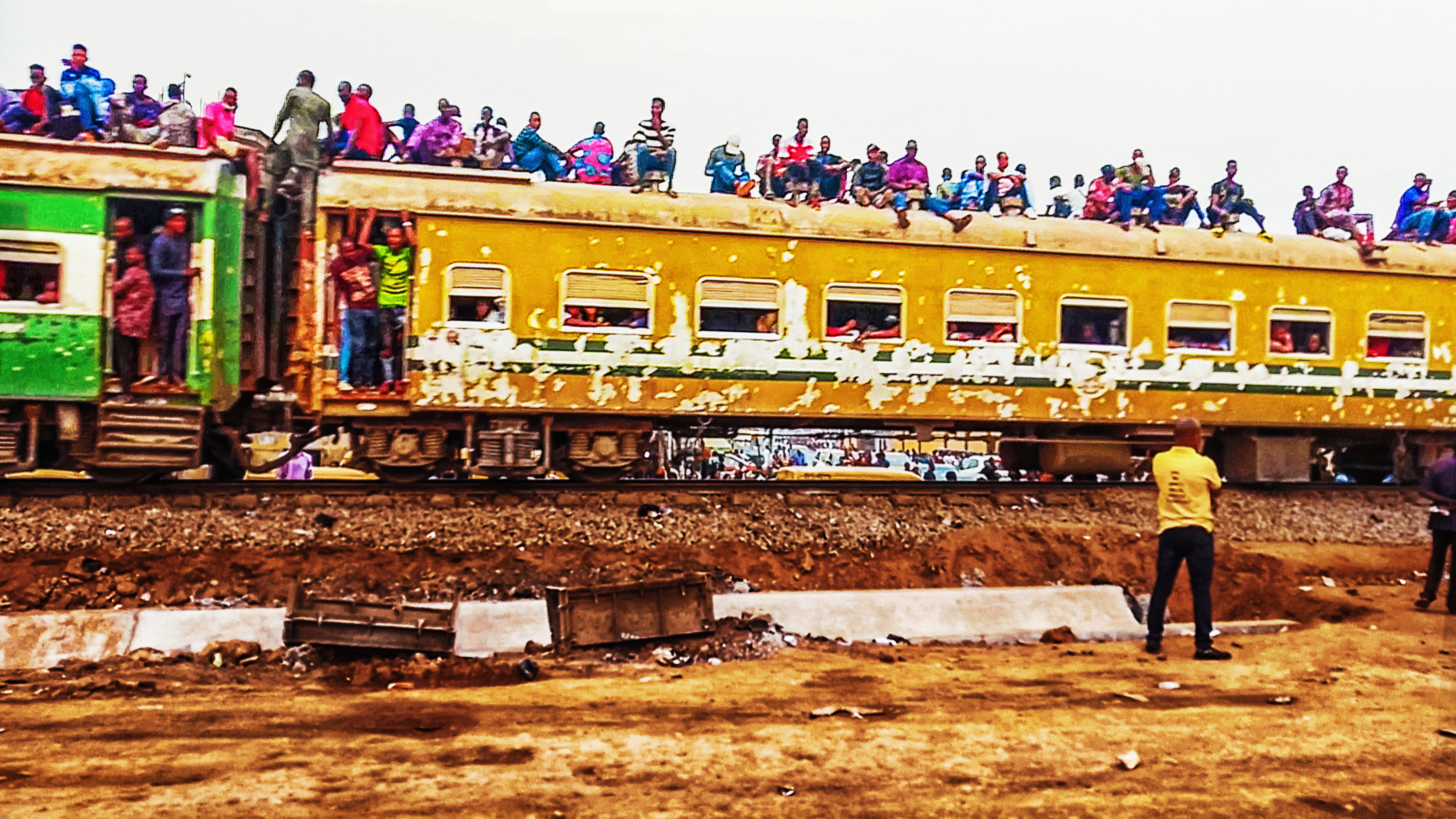
2020年，尼日利亚铁路线上人满为患的火车。

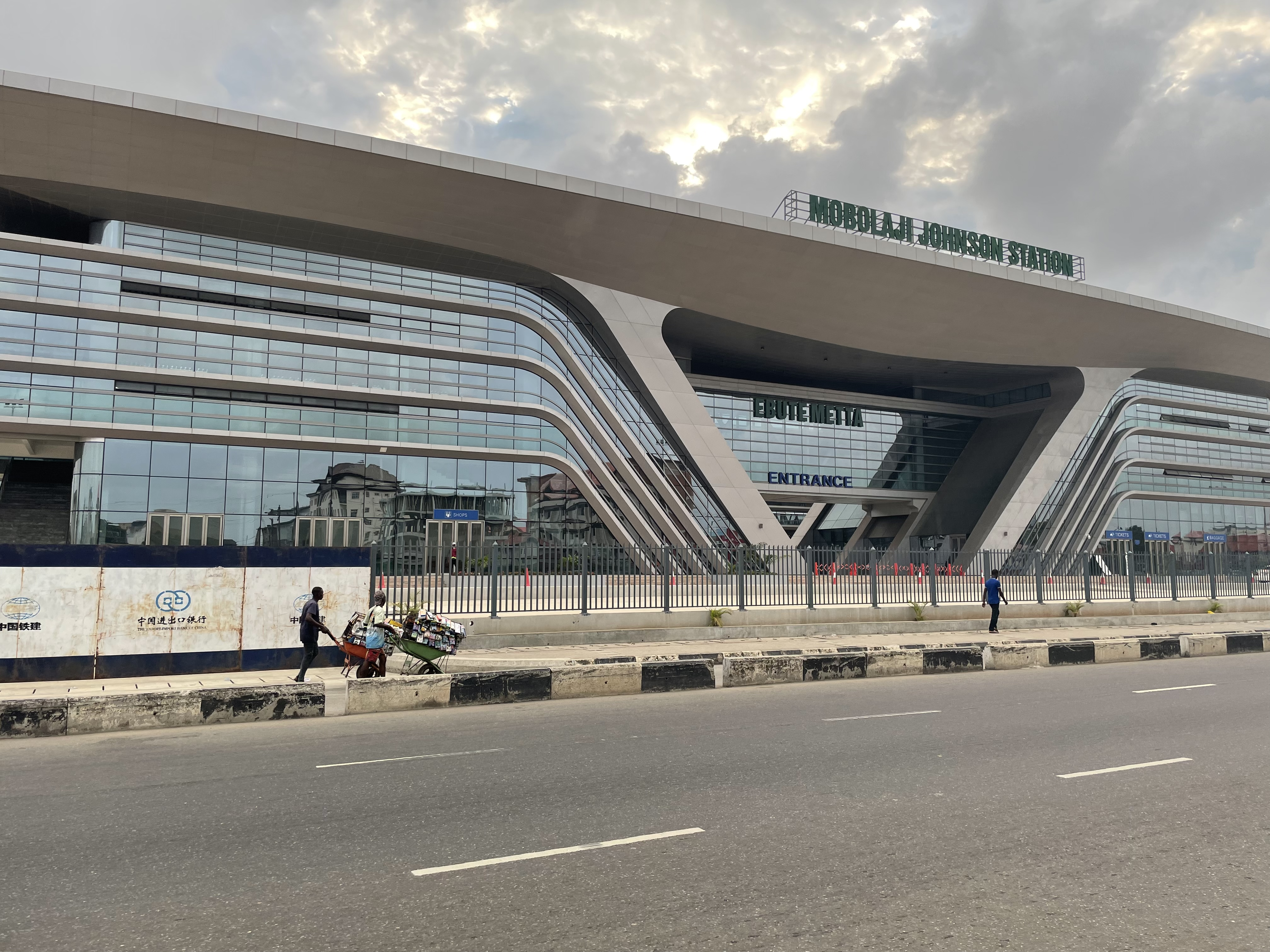
2021年6月10日启用的莫博拉吉·约翰逊站，该站由中国进出口银行提供贷款、中国铁建承建。

尼日利亚铁路公司的历史可以追溯到1898年，英国殖民当局开始在尼日利亚修建从拉各斯殖民地到伊巴丹的铁路。1912年10月3日，拉各斯政府铁路和尼日利亚北部保护国所属的巴罗—卡诺铁路合并，以尼日利亚铁道部的名义开始了全国性的铁路服务。随着《1955年尼日利亚铁路公司法》的通过，该公司开始使用尼日利亚铁路公司之名称，并获得了在尼日利亚建造和运营铁路服务的独家法律权利。
1964年，尼日利亚独立后不久，尼日利亚铁路网达到该国历史上的最大规模。此后，尼日利亚铁路公司进入了长期衰退期，铁路及机车资产管理不善、年久失修。1988年，尼日利亚铁路公司宣布破产，全国铁路交通中断了六个月。到2002年，客运服务再次由于经营问题而完全停止。2006年开始，尼日利亚政府计划在外国援助下恢复铁路线路并增加新的机车。2012年12月，拉各斯—卡诺铁路恢复了定期客运服务。
尼日利亚铁路公司代理总经理马齐·杰森·纳瓦科（Mazi Jetson Nwakwo）批评称，尼日利亚铁路系统正饱受政客缺乏治理能力的荼毒。虽然尼日利亚铁路公司在1954年至1975年间一度是拥有45000人的大型企业，但目前该公司之员工人数仅为6516人。他同时指出，自1993年以来，尼日利亚铁路没有购买过新的货运铁路车辆，有些货运铁路车辆的历史可追溯到1948年。轨道条件的低劣使得列车速度被限制在时速35千米。